# Groot-Abeele
Groot-Abeele (Zeeuws: Groôt-Abeêle) is een buurtschap in de gemeente Vlissingen, in de Nederlandse provincie Zeeland. De buurtschap is gelegen ten noorden van Oost-Souburg en niet ver ten zuiden van de Middelburgse Erasmuswijk. Het bestaat uit een drietal straten, het bijna gelijknamige Grote Abeele, Abeelseweg Oost en de Abeelse Bongerd. In deze straten staan een paar huizen, waarvan sommige redelijk bezienswaardig zijn. Blikvanger is het negentiende-eeuwse herenhuis Huize Abeele, uit 1848. In vroegere tijden was Groot-Abeele een populaire pleisterplaats voor dagjesmensen uit Vlissingen en Middelburg. Er stonden drie herbergen, waarvan de Sevensterre en de Bellevue er twee waren. Klein-Abeele was een nog kleiner gehucht, enkele honderden meters ten noorden van Groot-Abeele aan de Oude Vlissingseweg. De laatste resten van dit gehucht zijn bij de inundatie van Walcheren in 1944 verdwenen.
De naam Groot-Abeele heeft de buurtschap hoogstwaarschijnlijk te danken aan de grote populieren die in de straat te vinden zijn. Een boom van deze soort wordt ook wel de grauwe abeel genoemd (Populus x canescens).
Door het graven van het Kanaal door Walcheren omstreeks 1870, kwam een deel van de Abeelseweg aan de overzijde van het kanaal te liggen. Tegen het kanaal aan, langs de tramlijn Vlissingen - Middelburg, ontwikkelde zich een nieuwe buurtschap: Nieuwe Abeele (eertijds gemeente Oost- en West-Souburg, nu in de gemeente Middelburg). Behalve landarbeiders die werkten op de boerderijen aan en rond de Abeelseweg, kwamen ook arbeiders van de trammaatschappij in Nieuwe Abeele wonen.

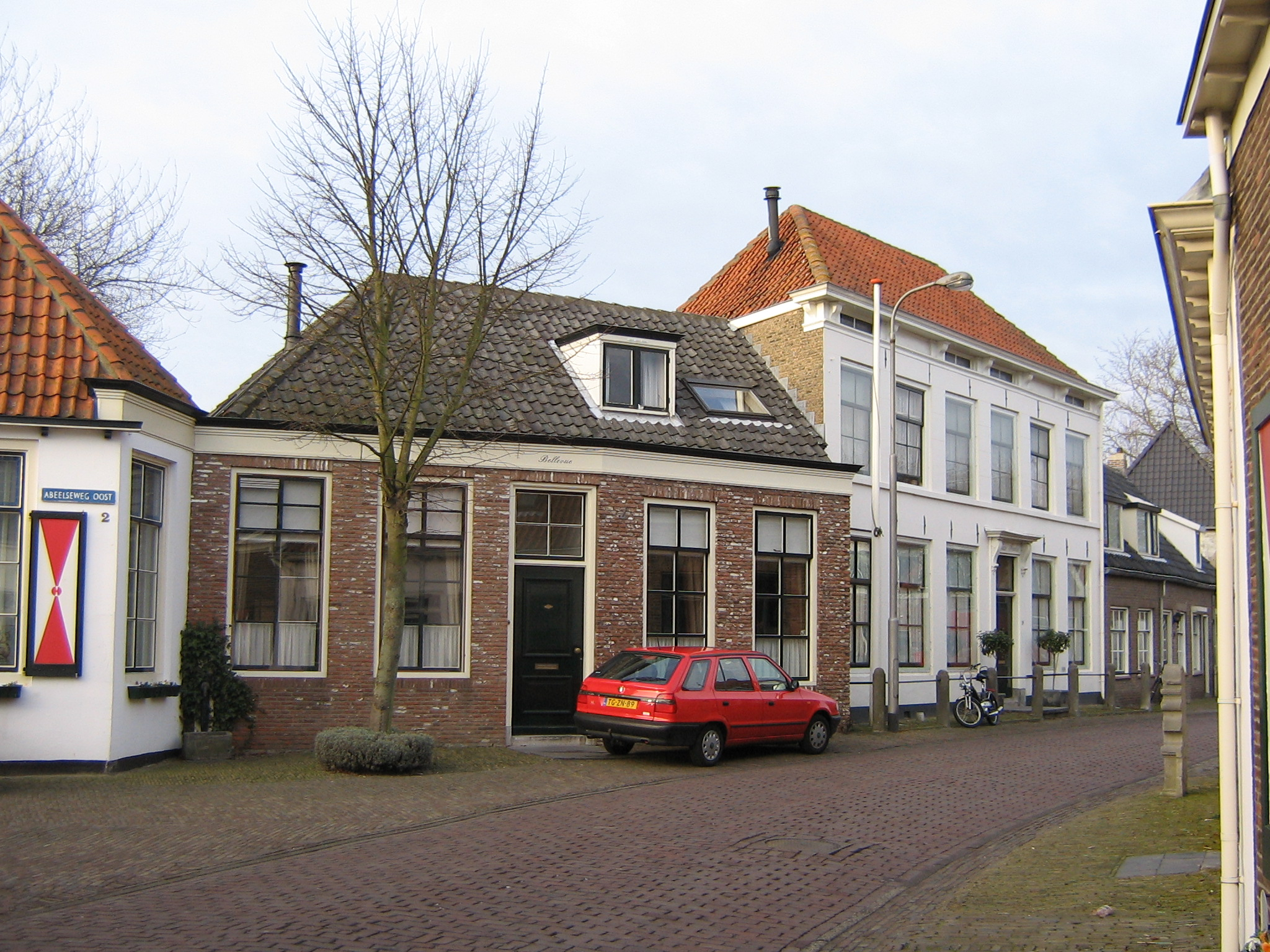
Twee huizen in Groot-Abeele (Huize Abeele rechts, oude uitspanning/herberg La Belle Vue links)

Het linker huis, Bellevue (eerst La Belle Vue), op de foto betreft een van de voormalige pleisterplaatsen van Groot-Abeele. Het interieur daarvan is nog deels bewaard gebleven.
Stad: Vlissingen

Dorpen: Oost-Souburg · Ritthem · West-Souburg

Buurtschap: Groot-Abeele

Wijken: Bloemenbuurt · Groot-Lammerenburg · Lammerenburg · Nieuw-Bonedijke · Scheldekwartier · Vlissingen-Oost · Vlissingen-Stadshaven · Westerzicht

Zeeland: Steden en dorpen in Zeeland      Nederland: Provincies · Gemeenten